# Багобо
"Багобо" — гірський народ, що проживає на Філіппінських островах. Об'єднують з племнем гіанга в одну групу. Прабатьківщина — схили вулкана Апо.

## Територія проживання, спорідненість і чисельність
Багобо проживають в центральних та південно-західних частинах о. Мінданао. З родом гіанга багобо об'єднуються в групу багобо-гіанга. Чисельність цього народу становить 43 тис. мешканців.

## Раса і мова
Баогобо належить до південноазійської раси. Розмовляє мовою багобо, а також на діалектах багобо, гіанга та обо. Окрім того, використовує у спілкуванні тагальську мову.

## Господарство
Займаються землеробством (вирощують картоплю камотес, рис), тваринництвом, рибальством, збиральництвом. Розвинене ткацтво, гончарство, плетіння та металообробка. Розвинена торгівля: продають продутки сільського господарства та ремесла. Житло у них однокамерне, вони роблять його з дерева. Дах у такому будиночку — односхилий. До арсеналу зброї входять лук та стріли, ножі, які мають форму півмісяця, дерев'яні щити.

## Соціальні відносини
Колись у багобо було рабство, а також жертвоприношення. У них були вожді. Місце проживання вождя слугувало для різних церемоній. 
Сім'ї у багобо малі, нелокальні, білокальні а також білітеральні. Збереглася така традиція, як викуп за наречену. 
Народ багобо має перекази, міфи та епос.